# 山羊豆

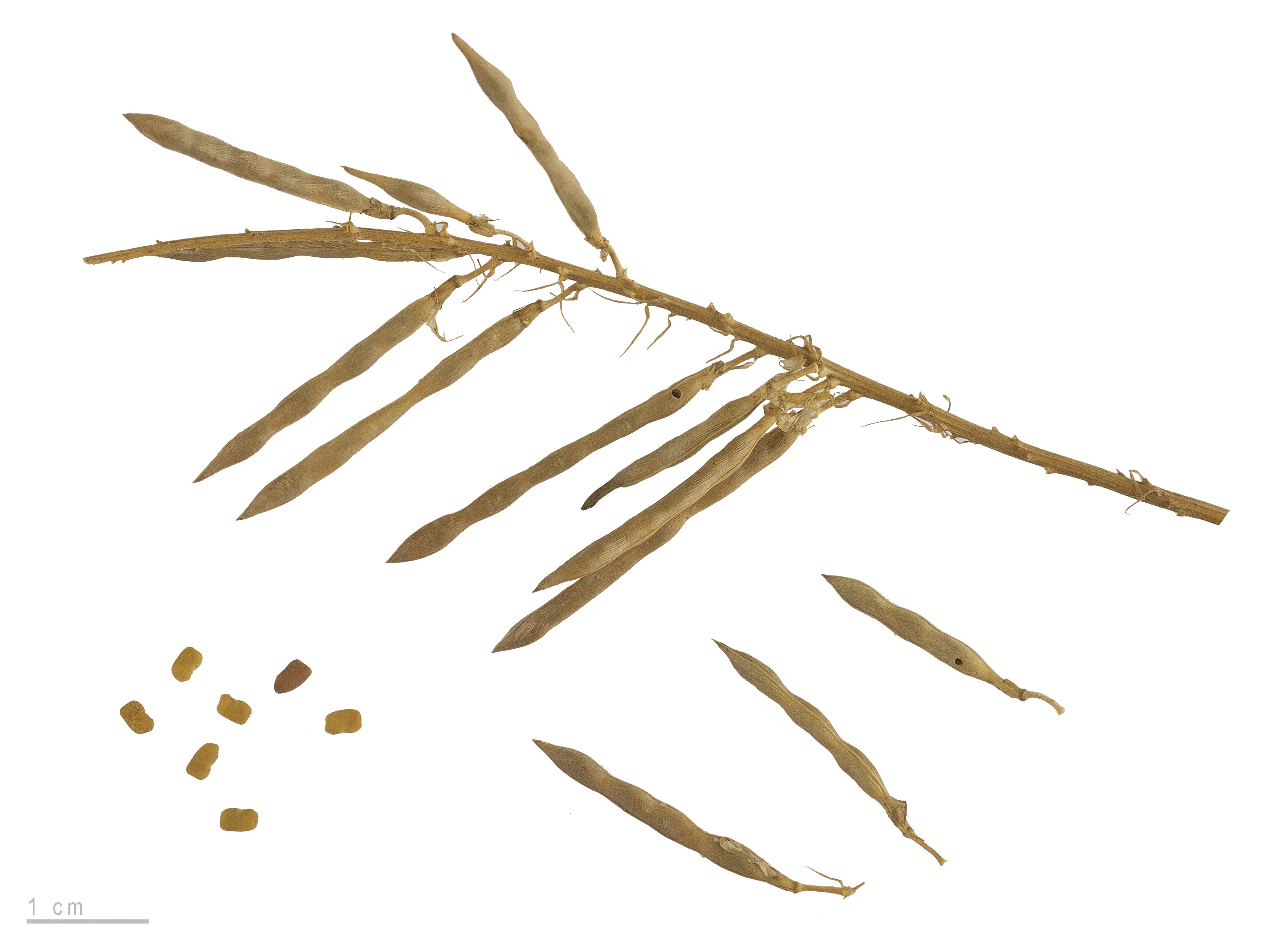
山羊豆

山羊豆（学名：Galega officinalis）为豆科山羊豆属下的一个种。